# Tirà crestat de gorja cendrosa
El tirà crestat de gorja cendrosa (Myiarchus cinerascens) és un ocell de la família dels tirànids (Tyrannidae).

## Hàbitat i distribució
Habita matollar del desert, pinyon-juniper woodland i bosc de roures, chaparral, matolls espinoso i, bosc de ribera des del nord-oest d'Oregon, est de Washington, sud d'Idaho, nord de Utah i sud de Wyoming, oest de Kansas, centre d'Oklahoma i nord i centre de Texas cap al sud fins al sud de Baixa Califòrnia i sud de Sonora i, a terres altes de Mèxic, fins al nord de Jalisco, nord de Michoacán, nord de Guanajuato i sud de San Luis Potosí i sud de Tamaulipas.